# Parafia Matki Bożej Nieustającej Pomocy w Bukowie
Parafia Matki Bożej Nieustającej Pomocy w Bukowie – należy do dekanatu pogrzebieńskiego w archidiecezji katowickiej. Została utworzona 15 marca 1981 roku.

## Historia parafii[1]
Historia parafii sięga roku 1770, kiedy mieszkańcy Bukowa wybudowali drewnianą kaplicą pod wezwaniem Matki Bożej Różańcowej.
W roku 1931 kaplica okazała się zbyt mała dla 350 parafian i rozpoczęto budowę obecnego murowanego kościoła, którą skończono po dwóch latach.
W roku 1933 kościół został poświęcony przez ks. Infułata Wilhelma Kasperlika.
Wieś Buków należała do parafii w Lubomi. Od 1957 roku we wsi posługiwał osobny kapłan, który posługi duszpasterskie spełniał jako ksiądz komorant.
Dnia 1 lutego 1959 ustanowiono w Bukowie ekspozyturę, a parafia została erygowana 15 marca 1981 roku.
W czasie powodzi tysiąclecia w 1997 roku część świątyni znalazła się pod wodą.

## Proboszczowie[2]
- ks. Reginald Knauer, komorant (1957 – 1959), ekspozyt (1959 – 1963)
- ks. Stanisław Wieczorek, rektor (1963 – 1967)
- ks. Lucjan Wawrzyńczyk, rektor (1967 – 1970)
- ks. Eligiusz Woszek, rektor (1970 – 1975)
- ks. Waldemar Sitek, rektor (1975 – 1981), proboszcz (1981 – 1988)
- ks. Jerzy Mrukwa, proboszcz (1988 – 1995)
- ks. Antoni Wyciślik, administrator (1995 – 1996), proboszcz (1996 – 2004)
- ks. Andrzej Słabkowski, proboszcz (2004 – 2009)
- ks. Marek Sówka (2009 – 2012)
- ks. Damian Plesiński (2012 – 2022)
- ks. Bernard Rak, administrator tymczasowy (2022 – 2023)
- ks. Mariusz Pacwa, administrator (11 lutego 2023 – nadal)